# 10. Infanterie-Division
10. Infanterie-Division var ett tyskt infanteriförband under andra världskriget. Divisionen omorganiserades till 10. Infanterie-Division (mot)  1 november 1940.

## Befälhavare
- Generalleutnant Conrad von Cochenhausen (1 sep 1939 - 5 okt 1940)
- Generalleutnant Friedrich-Wilhelm von Löper (5 okt 1940 - 1 nov 1940)

## Organisation
- 20. infanteriregementet
- 41. infanteriregementet
- 85. infanteriregementet
- 10. artilleriregement
- 46. artilleriregement, en bataljon
- 10. pansarvärnsbataljonen (mot)
- 10. spaningsbataljonen
- 10. fältreservbataljonen
- 76. signalbataljonen
- 88. pionjärbataljonen
- träng- och tygförband